# International Launch Services
International Launch Services es una empresa rusa con derechos exclusivos para la venta a nivel mundial de servicios comerciales de lanzamiento del cohete Protón desde el cosmódromo de Baikonur, en Kazajistán.
Aunque la base de operaciones del Khrunichev State Research and Production Space Center (accionista mayoritario de ILS desde 2008) se encuentra ubicada en Rusia, International Launch Services está registrada en Estados Unidos

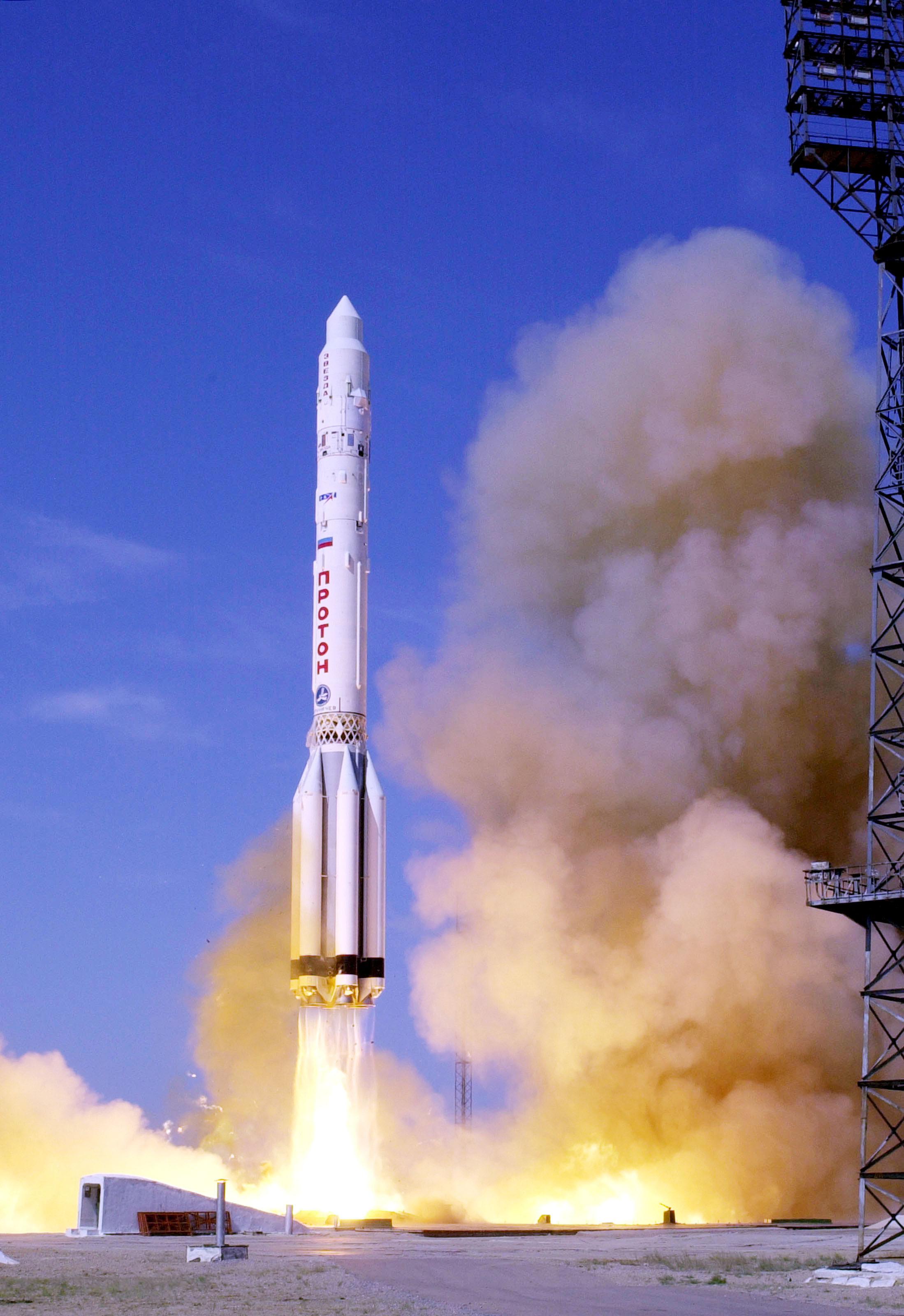
Vehículo de lanzamiento Protón

## Historia
El 15 de abril de 1993, Khrunichev y la empresa estadounidense Lockheed habían creado la joint venture Lockheed-Khrunichev-Energia International (LKEI).
El 10 de junio de 1995, debido a la fusión de Lockheed Corporation y Martin Marietta, se transformó en International Launch Services; con esto, se iniciaron los lanzamientos con  vehículos desechables tanto con el cohete ruso "Protón", como con el estadounidense "Atlas". Estados Unidos dio el permiso para que aparecieran los lanzamientos del "Proton" en el mercado internacional, pero introdujo una cuota por lanzamiento. A pesar de esto, el Proton, construido por Khrunichev, fue un éxito. Antes de la fusión, cada una de estas empresas estaban compitiendo en el mercado de servicios comerciales de lanzamientos.
En mayo de 2008, Krunichev se convirtió en el accionista mayoritario de ILS.